# Mato Verde (kommun)
Mato Verde är en kommun i Brasilien.   Den ligger i delstaten Minas Gerais, i den östra delen av landet, 500 km öster om huvudstaden Brasília. Antalet invånare är 12 685.
Följande samhällen finns i Mato Verde:
- Mato Verde

Omgivningarna runt Mato Verde är en mosaik av jordbruksmark och naturlig växtlighet. Runt Mato Verde är det ganska glesbefolkat, med 26 invånare per kvadratkilometer.